# Réguiny
Réguiny is een gemeente in het Franse departement Morbihan in de regio Bretagne. De plaats maakt deel uit van het arrondissement Pontivy. Réguiny telde op 1 januari 2022 1.944 inwoners.

## Geschiedenis
De gemeente maakte voor 2015 deel uit van het kanton Rohan. Toen het kanton op 22 maart 2015 werd opgeheven werd Réguiny opgenomen in het kanton Grand-Champ.

## Geografie
De oppervlakte van Réguiny bedraagt 27,92 vierkante kilometer; Op 1 januari 2022 was de bevolkingsdichtheid 69,6 inwoners per km².

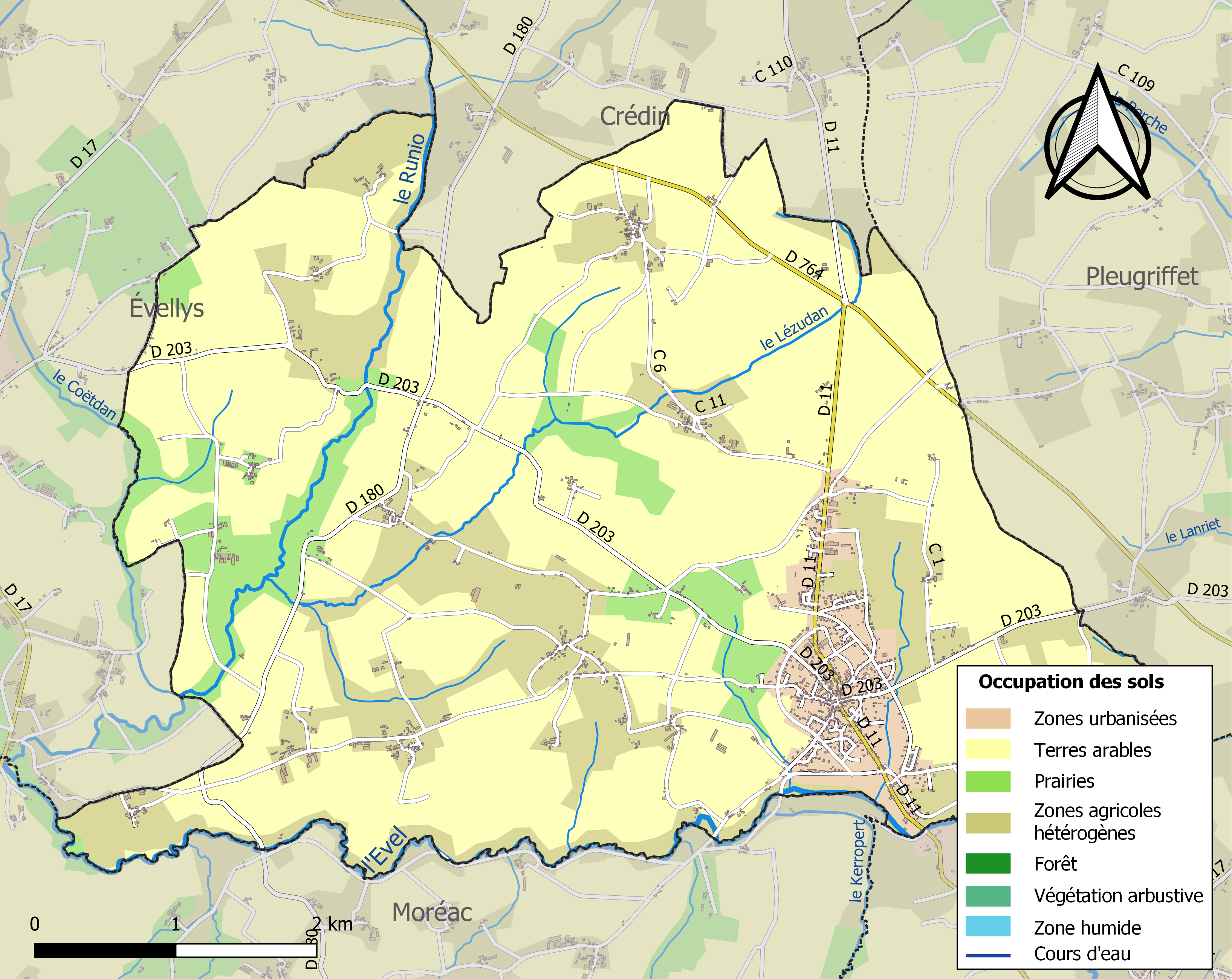
Kaart van de gemeente met de belangrijkste infrastructuur, bodemgebruik en omliggende gemeenten

## Demografie
Onderstaande figuur toont het verloop van het inwonertal.
Brandivy · Bréhan · La Chapelle-Neuve · Colpo · Crédin · Évellys · Grand-Champ · Locmaria-Grand-Champ · Locminé · Locqueltas · Moustoir-Ac · Plaudren · Pleugriffet · Plumelin · Radenac · Réguiny · Rohan